# Molva molva
La maruca (Molva molva) es una especie de pez gadiforme de la familia Lotidae. Es propia del océano Atlántico.

## Descripción
La maruca tiene el cuerpo alargado, con la cabeza aplanada y la mandíbula superior prominente. Presenta una coloración jaspeada, siendo marrón en el dorso y blanquecina en el vientre. La línea lateral es casi completamente recta. Tiene dos aletas dorsales y otra anal. La primera aleta dorsal es corta y la segunda muy larga, iniciándose por delante de la anal. Alcanza una longitud de unos 106 cm y su peso máximo registrado es de 45 kg, siendo la especie de mayor tamaño de su familia.

## Distribución y hábitat
Está ampliamente distribuido en el Atlántico norte, encontrándose en Canadá y Groenlandia, y desde Islandia y el mar de Barents hasta Marruecos, así como en el mar Mediterráneo. Se encuentra preferentemente en fondos rocosos de aguas profundas.

## Comportamiento
No es un pez de hábitos gregarios y no realiza grandes migraciones. Su alimentación se compone preferentemente de equinodermos, crustáceos, calamares y otros peces.
El desove tiene lugar entre abril y junio, principalmente en el sur de Islandia, islas británicas y Vizcaya. El número de huevos suele ser de entre 20 y 60 millones, los cuales miden 1 mm.
Puede alcanzar una gran longevidad, pudiendo las hembras, que viven más que los machos, llegar hasta los catorce años.

## Usos humanos

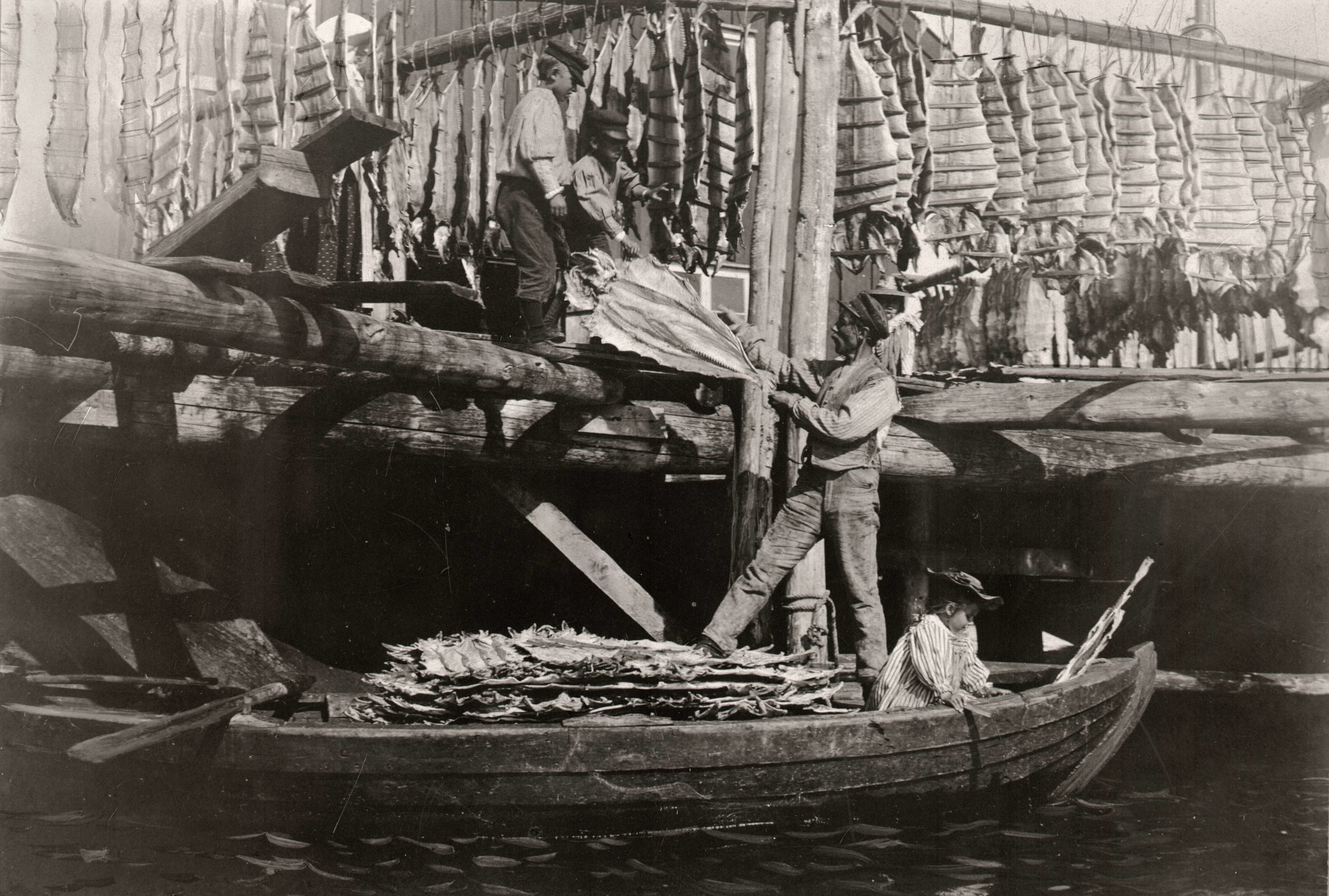
Marucas en preparación en Mollösund, Suecia, en 1899

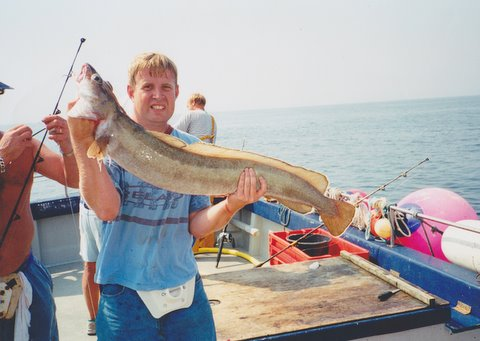
Una gran maruca atrapada por un pescador

La maruca es comestible. Se comercializa en forma fresca, salada o seca y se utiliza como harina de pescado. Las huevas de maruca saladas se consideran un manjar en España y se las conoce como huevas de maruca. La maruca común es objeto de pesquerías comerciales que utilizan redes de arrastre, aunque en algunas pesquerías de Europa continental y de las Islas Feroe se utilizan palangres. Se trata de una especie de aguas profundas, por lo que su vejiga natatoria sufre daños graves al ser sacado el pez a la superficie desde las profundidades. El consejo para los pescadores deportivos es, por lo tanto, que la maruca capturada en barco no debe devolverse al mar y que deben dejar de pescar cuando se hayan capturado suficientes para la mesa. Se cree que las acciones son razonablemente buenas, pero la UICN ha declarado que no hay datos disponibles sobre el tamaño de la población o las tendencias de la población, que la población en el Mar Mediterráneo puede ser marginal, con la mayor parte de su distribución global en el Atlántico. Por lo tanto, no hay datos disponibles que permitan determinar el estado de la maruca más allá de datos insuficientes. La Marine Conservation Society considera a la maruca como un "pescado a evitar" por su pesca de arrastre. En 1999, la captura total de maruca común notificada a la Organización para la Agricultura y la Alimentación fue de 53.870 toneladas y los países con los mayores desembarques fueron Noruega con 19.215 toneladas y Reino Unido con 11.350 toneladas.